# Banc-reposoir d'Alsace
Pour les articles homonymes, voir Banc public (homonymie).

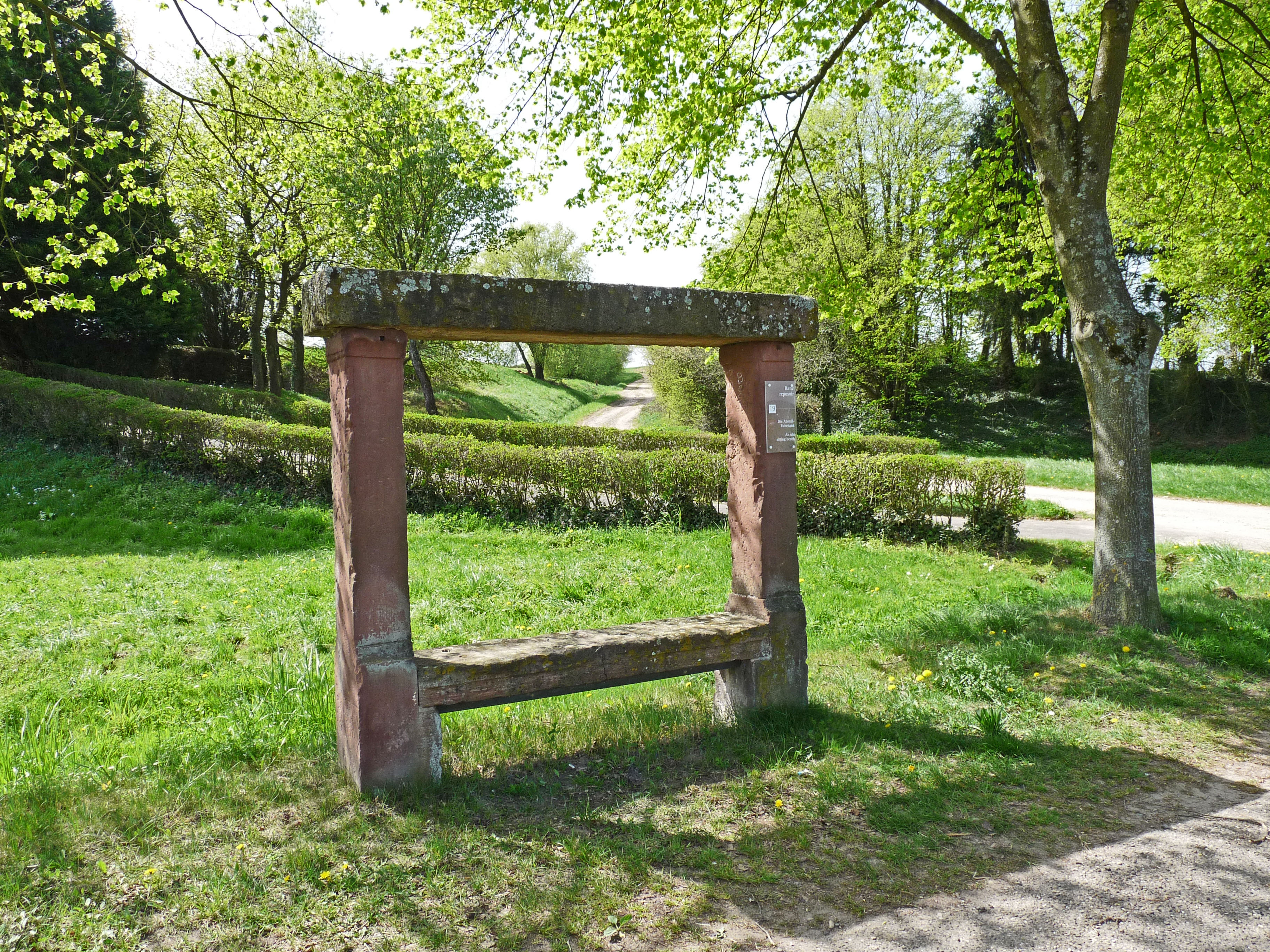
Banc-reposoir de Kutzenhausen (Bas-Rhin).

Un banc-reposoir d'Alsace est une sorte de banc public construit en Alsace au XIXe siècle.
Les jours de marché ou de foire, paysans et surtout paysannes se rendaient dans les villes ou gros bourgs où se tenait un marché. Lourdement chargés, ils y amenaient les produits de la ferme. Les paysannes portaient un panier sur leur tête protégée par un coussinet (der Wisch) rempli de son et de balle de blé. Les paysans, quant à eux, charriaient leurs produits dans une hotte accrochée au dos par deux lanières de cuir. Lors des haltes, les paysannes pouvaient déposer leurs fardeaux sur le linteau puis se reposer sur le banc de la dalle inférieure, à l'ombre généralement de quatre tilleuls. De part et d'autre étaient dressées deux bornes qui permettaient aux hommes d'y déposer leurs hottes ou encore aux cavaliers de se remettre en selle.
Il existe en Alsace deux sortes de bancs reposoirs :
- ceux du Roi de Rome (dits aussi bancs Marie-Louise[1]) datés de 1811 ;
- ceux de l'Impératrice Eugénie datés de 1854.

## Bancs-reposoirs du Roi de Rome
Ils ont été érigés en Alsace au cours des années 1811-1812, à l'initiative du préfet du Bas-Rhin Adrien de Lezay-Marnésia, pour commémorer la naissance de l'Aiglon (fils de Napoléon Ier et de son épouse Marie-Louise d'Autriche). Dans une lettre en date du 22 avril 1811, adressée aux municipalités, le préfet écrivait :
« La solennité du deux juin doit être marquée non seulement par l'allégresse universelle, mais encore par des monuments, qui en éternisent le souvenir... L'un de ceux que je veux généraliser dans les départements est celui des reposoirs placés de distance en distance, le long des routes et des chemins communaux, pour la facilité des voyageurs et des cultivateurs qui portent des fardeaux. Je vous invite à prendre vos mesures pour que d'une demi-lieue en une demi-lieue un reposoir en pierre soit établi... Il conviendrai d'y joindre un banc... et derrière ces bancs seront plantés 4 à 5 arbres... Il faut qu'un jour chacun dise en se reposant sous ces ombrages : "Nous le devons au Roi de Rome". »
Tous les frais étaient à la charge des communes qui s'empressèrent de réaliser les Nabele Bänk (« bancs de Napoléon »). Toutefois quelques rares municipalités regimbaient en argumentant que le territoire trop vallonné de leur commune ne s'y prêtait point.
125 bancs ont été construits en 1811, et probablement davantage les années qui suivirent, mais très peu de ces bancs ont survécu.

## Bancs-reposoirs de l'Impératrice Eugénie
Ils sont dus à l'initiative du préfet du Bas-Rhin Auguste-César West qui reprit l'idée de Lezay-Marnésia et concrétisa ainsi un vœu de l'Impératrice Eugénie de Montijo, en 1853, lors du premier anniversaire de son mariage avec l'empereur Napoléon III. Cette fois-ci, les frais d'achat et de taille des pierres sont pris en charge par le département. C'était un moyen fort habile pour inciter les communes peu enthousiastes après la grave crise économique, surtout alimentaire que connut l'Alsace de 1846 à 1848.
448 de ces monuments commémoratifs en grès des Vosges sont construits le long des chemins et routes d'Alsace en 1854. Souvent mutilés par les intempéries, mais aussi et surtout par l'ingratitude des hommes, ils se dressent encore dans les campagnes.

## D'autres types de bancs

### Antérieurement
Les plus anciens connus à ce jour datent du XVIIIe siècle. Il s'agit de bancs construits en fonction de besoins locaux tels que l'agrément du promeneur ou le repos du vendangeur.
Un au moins est encore existant, à la sortie de Molsheim sur la RD 422.
Il est également possible que celui se trouvant à Ribeauvillé soit antérieur aux bancs du roi de Rome.

### Postérieurement
- Les bancs-sièges en grès datent des années 1875-1880, quelques exemplaires existent encore aux alentours d'Erstein et Obernai ;
- Les bancs commémoratifs, tel celui de Saint-Pierre-Bois commémorant la construction d'une route ;
- Les bancs supplétifs sont de construction plus simple avec notamment l'usage de bois[5].

## Protection
Pendant la période d'annexion de l'Alsace par l'Allemagne après 1870, des mesures d'entretien des bancs reposoirs napoléoniens sont prescrites en 1906 après une campagne de presse signalant leur mauvais état. 
Cependant, ces mesures ne seront pas suivies d' effet. 
Le 27 juillet 1910, de nouvelles instructions sont données par l'administrateur de Basse-Alsace qui déclare que « la forme de ces bancs ne répond plus aux besoins actuels ».  
La dalle supérieure est déclarée inutile, le port de fardeaux sur la tête étant devenu obsolète avec l'apparition de petites carrioles en vannerie à quatre roues. Le banc en pierre est jugé incommode car trop bas et inconfortable. 
Il n'est donc plus nécessaire d'entretenir ces bancs dans leur ancienne forme, et les bancs brisés ou endommagés n'auront plus besoin d'être restaurés.
Dans les années 1980, plusieurs bancs-reposoirs d'Alsace sont inscrits dans l'inventaire des monuments historiques et bénéficient ainsi d'un arrêté de protection.

## Liste
La liste suivante recense les bancs-reposoirs encore existants. La colonne « Mérimée » lie vers la fiche correspondante de la base Mérimée ; les index débutants par « PA » indiquent un banc protégé au titre des monuments historiques.
| Banc                  | Commune                    | Adresse                         | Protection                                                    | Coord.                           | Illus. | Type |
| --------------------- | -------------------------- | ------------------------------- | ------------------------------------------------------------- | -------------------------------- | --- | ---- |
| Banc-reposoir         | Achenheim                  |                                 |                                                               |                                  | |      |
| Banc de l'Impératrice | Adamswiller                | RD 239                          | Inscrit MH (1988) Notice no PA00084578                        | 48° 54′ 18″ nord, 7° 12′ 36″ est | | 4    |
| Banc du roi de Rome   | Albé                       | Rue du Kappelfeld               |                                                               | 48° 21′ 21″ nord, 7° 18′ 56″ est | | 6    |
| Banc de l'Impératrice | Allenwiller                | RD 817                          | Inscrit MH (1988) Notice no PA00084579                        | 48° 39′ 05″ nord, 7° 23′ 04″ est | | 4    |
| Banc de l'Impératrice | Altenheim                  | RD 230                          | Inscrit MH (1988) Notice no PA00084580                        | 48° 43′ 12″ nord, 7° 27′ 05″ est | | 4    |
| Banc de l'Impératrice | Altorf                     | RD 127                          | Notice no IA67011126                                          | 48° 31′ 40″ nord, 7° 31′ 32″ est | Un banc en gré des Vosges disposant de deux traverses superposées, située au milieu du village d'Altorf. | 4    |
| Banc de l'Impératrice | Andlau                     | RD 62                           | Notice no IA00119839                                          | 48° 23′ 25″ nord, 7° 25′ 42″ est | | 4    |
| Banc de l'Impératrice | Andlau                     | RD 253                          |                                                               | 48° 22′ 54″ nord, 7° 25′ 44″ est | | 4    |
| Banc de l'Impératrice | Avolsheim                  | Rue Sainte-Pétronille           |                                                               | 48° 33′ 33″ nord, 7° 30′ 14″ est | | 4    |
| Banc-reposoir         | Balbronn                   | RD 54                           |                                                               | 48° 34′ 34″ nord, 7° 25′ 26″ est | | 4    |
| Banc de l'Impératrice | Balbronn                   | RD 75                           |                                                               | 48° 34′ 53″ nord, 7° 24′ 13″ est | | 4    |
| Banc de l'Impératrice | Baldenheim                 | RD 209                          |                                                               | 48° 15′ 15″ nord, 7° 31′ 00″ est | | 4    |
| Banc de l'Impératrice | Baldenheim                 | RD 209 - RD 605                 |                                                               | 48° 14′ 53″ nord, 7° 31′ 45″ est | | 4    |
| Banc de l'Impératrice | Barr                       | RD 62                           |                                                               | 48° 23′ 55″ nord, 7° 28′ 51″ est | | 4    |
| Banc de l'Impératrice | Bassemberg                 | RD 39                           |                                                               | 48° 19′ 58″ nord, 7° 16′ 57″ est | | 4    |
| Banc de l'Impératrice | Berg                       | RD 1061, ancien RN 61           |                                                               | 48° 53′ 24″ nord, 7° 07′ 59″ est | | 4    |
| Banc de l'Impératrice | Bernardswiller             | RD 35                           |                                                               | 48° 26′ 34″ nord, 7° 26′ 45″ est | | 4    |
| Banc de l'Impératrice | Bernardswiller             | RD 35                           |                                                               | 48° 25′ 40″ nord, 7° 27′ 06″ est | | 4    |
| Banc de l'Impératrice | Bernardswiller             | Rue Principale                  |                                                               | 48° 25′ 11″ nord, 7° 27′ 04″ est | | 4    |
| Banc de l'Impératrice | Berstett                   | RD 61                           |                                                               | 48° 41′ 22″ nord, 7° 38′ 34″ est | | 4    |
| Banc de l'Impératrice | Berstett                   | RD 61                           |                                                               | 48° 40′ 34″ nord, 7° 40′ 07″ est | | 4    |
| Banc de l'Impératrice | Bilwisheim                 | RD 30                           |                                                               | 48° 42′ 43″ nord, 7° 40′ 37″ est | | 4    |
| Banc de l'Impératrice | Bindernheim                | RD 230                          |                                                               | 48° 17′ 45″ nord, 7° 36′ 15″ est | | 4    |
| Banc de l'Impératrice | Bischholtz                 | 1 rue Principale                | Inscrit MH (1988) Notice no PA00084623 · Notice no IA67009526 | 48° 53′ 27″ nord, 7° 32′ 36″ est | | 4    |
| Banc de l'Impératrice | Bischoffsheim              | RD 216                          |                                                               | 48° 29′ 21″ nord, 7° 28′ 37″ est | Photo d'un banc en gré rose des Vosges, le banc dispose de deux traverses superposées, la traverse du haut situé à plus d'un mètre de hauteur est gravé de l'année 1854.                                                                    | 4    |
| Banc-reposoir         | Bischoffsheim              | RD 207 – RD 500                 |                                                               | 48° 29′ 10″ nord, 7° 30′ 21″ est | Photo d'un banc-reposoir en gré rose des Vosges, les pieds sur les coté remontent jusqu'à un mètre avec un accotoir incurvé. | 3    |
| Banc du roi de Rome   | Blancherupt                | 18 rue Principale               | Notice no IA67013230                                          |                                  | |      |
| Banc du roi de Rome   | Blancherupt                | RD 857                          | Notice no IA67013231                                          | 48° 24′ 59″ nord, 7° 11′ 44″ est | | 3    |
| Banc du roi de Rome   | Blancherupt                | RD 857, RD 57                   | Notice no IA67013232                                          | 48° 24′ 58″ nord, 7° 12′ 00″ est | | 6    |
| Banc de l'Impératrice | Blienschwiller             | RD 35                           |                                                               | 48° 20′ 35″ nord, 7° 25′ 22″ est | | 4    |
| Banc-reposoir         | Bouxwiller                 | RD 6                            |                                                               | 48° 50′ 03″ nord, 7° 28′ 17″ est | | 6    |
| Banc de l'Impératrice | Bouxwiller                 | RD 24                           |                                                               | 48° 49′ 59″ nord, 7° 29′ 55″ est | | 4    |
| Banc de l'Impératrice | Bouxwiller                 | RD 59, Griesbach                | Inscrit MH (1988) Notice no PA00084639 · Notice no IA67009573 | 48° 48′ 14″ nord, 7° 26′ 04″ est | | 4    |
| Banc de l'Impératrice | Bouxwiller                 | RD 73, Oberholz                 | Inscrit MH (1988) Notice no PA00084640 · Notice no IA67009700 | 48° 50′ 02″ nord, 7° 26′ 38″ est | | 4    |
| Banc de l'Impératrice | Bouxwiller                 | RD 232, Riedheim                | Inscrit MH (1988) Notice no PA00084641 · Notice no IA67009571 | 48° 48′ 47″ nord, 7° 28′ 44″ est | | 4    |
| Banc-reposoir         | Bouxwiller                 | RD 232, Riedheim / Printzheim   | Inscrit MH (1988) Notice no PA00084642 · Notice no IA67009572 | 48° 48′ 04″ nord, 7° 28′ 56″ est | | 4    |
| Banc de l'Impératrice | Brumath                    | RD 419                          |                                                               | 48° 44′ 20″ nord, 7° 42′ 32″ est | | 4    |
| Banc du roi de Rome   | Brumath                    | ancienne RN 63 - RD 263         |                                                               |                                  | | 5    |
| Banc de l'Impératrice | Brumath                    | RD 60                           |                                                               | 48° 42′ 01″ nord, 7° 41′ 13″ est | | 4    |
| Banc de l'Impératrice | Bust                       | RD 707                          |                                                               | 48° 50′ 09″ nord, 7° 13′ 38″ est | | 4    |
| Banc de l'Impératrice | Cleebourg                  | Col de Pfaffenschlick, RD 51    |                                                               | 48° 59′ 30″ nord, 7° 50′ 42″ est | | 4    |
| Banc de l'Impératrice | Cleebourg                  | Bremmelbach, RD 51              |                                                               | 48° 59′ 15″ nord, 7° 53′ 48″ est | | 4    |
| Banc-reposoir         | Climbach                   | RD 51                           |                                                               | 49° 00′ 14″ nord, 7° 51′ 07″ est | |      |
| Banc de l'Impératrice | Dambach-la-Ville           | Rue de la Gare                  | Notice no IA00119840                                          | 48° 19′ 25″ nord, 7° 25′ 44″ est | | 4    |
| Banc de l'Impératrice | Diebolsheim                | RD 211                          |                                                               | 48° 17′ 10″ nord, 7° 38′ 38″ est | | 4    |
| Banc de l'Impératrice | Diebolsheim                | RD 468, Rue de Bindernheim      |                                                               | 48° 17′ 23″ nord, 7° 39′ 36″ est | | 4    |
| Banc de l'Impératrice | Diemeringen                | RD 919                          |                                                               | 48° 55′ 37″ nord, 7° 11′ 55″ est | | 4    |
| Banc du roi de Rome   | Dorlisheim                 | voie communale                  |                                                               | 48° 31′ 23″ nord, 7° 27′ 49″ est | | 7    |
| Banc du roi de Rome   | Dorlisheim                 | voie communale                  |                                                               | 48° 31′ 06″ nord, 7° 28′ 11″ est | | 7    |
| Banc de l'Impératrice | Drachenbronn-Birlenbach    | RD 65                           |                                                               | 48° 59′ 08″ nord, 7° 51′ 30″ est | | 4    |
| Banc de l'Impératrice | Durrenbach                 | RD 286                          |                                                               | 48° 53′ 52″ nord, 7° 45′ 25″ est | | 4    |
| Banc de l'Impératrice | Durrenbach                 | RD 286                          |                                                               | 48° 53′ 25″ nord, 7° 46′ 31″ est | | 4    |
| Banc de l'Impératrice | Eberbach-Seltz             | RD 128                          |                                                               | 48° 55′ 38″ nord, 8° 03′ 01″ est | | 4    |
| Banc de l'Impératrice | Ebersmunster               | rue du Général-Leclerc          |                                                               | 48° 18′ 41″ nord, 7° 31′ 25″ est | | 4    |
| Banc de l'Impératrice | Eichhoffen                 | RD 603                          | Notice no IA00119841                                          | 48° 22′ 29″ nord, 7° 26′ 25″ est | | 4    |
| Banc de l'Impératrice | Epfig                      | RD 603                          | Notice no IA00119842                                          | 48° 21′ 50″ nord, 7° 27′ 42″ est | | 4    |
| Banc de l'Impératrice | Epfig                      | Rue Sainte-Marguerite - RD 603  |                                                               | 48° 21′ 04″ nord, 7° 28′ 38″ est | | 4    |
| Banc de l'Impératrice | Epfig                      | RD 203                          |                                                               | 48° 20′ 30″ nord, 7° 29′ 36″ est | | 4    |
| Banc de l'Impératrice | Epfig                      | Rue du Fronholz, RD 703         |                                                               | 48° 21′ 16″ nord, 7° 27′ 16″ est | | 4    |
| Banc de l'Impératrice | Ernolsheim-Bruche          | RD 93 - RD 147                  |                                                               | 48° 33′ 11″ nord, 7° 34′ 00″ est | | 4    |
| Banc reposoir         | Ernolsheim-lès-Saverne     | RD 219                          |                                                               | 48° 46′ 52″ nord, 7° 22′ 53″ est | | 4    |
| Banc du roi de Rome   | Erstein                    | RD 1083                         | Inscrit MH (1982) Notice no PA00084706 · Notice no IA00023276 | 48° 26′ 00″ nord, 7° 38′ 47″ est | | 1    |
| Banc du roi de Rome   | Fouday                     | RD 57, RD 857                   | Notice no IA67013233                                          |                                  | | 6    |
| Banc-reposoir         | Fouday                     | RD 57                           |                                                               | 48° 25′ 13″ nord, 7° 11′ 14″ est | | 6    |
| Banc-reposoir         | Friedolsheim               |                                 |                                                               |                                  | |      |
| Banc de l'Impératrice | Friesenheim                | RD 203                          |                                                               | 48° 18′ 45″ nord, 7° 38′ 05″ est | | 4    |
| Banc de l'Impératrice | Friesenheim                | RD 203                          |                                                               | 48° 18′ 59″ nord, 7° 39′ 18″ est | | 4    |
| Banc de l'Impératrice | Friesenheim                | RD 803                          |                                                               | 48° 18′ 19″ nord, 7° 38′ 28″ est | | 4    |
| Banc du roi de Rome   | Frœschwiller               | RD 28                           | Inscrit MH (1982) Notice no PA00084713                        | 48° 56′ 39″ nord, 7° 42′ 35″ est | | 5    |
| Banc-reposoir         | Furchhausen                | RD 229 – RD 41                  |                                                               | 48° 42′ 56″ nord, 7° 25′ 43″ est | | 3    |
| Banc de l'Impératrice | Gambsheim                  | RD 94                           |                                                               | 48° 42′ 11″ nord, 7° 52′ 16″ est | | 4    |
| Banc-reposoir         | Geiswiller                 | RD 632                          | Inscrit MH (1988) Notice no PA00084715                        | 48° 48′ 09″ nord, 7° 29′ 39″ est | | 4    |
| Banc-reposoir         | Gœrlingen                  | RD 40                           |                                                               | 48° 47′ 16″ nord, 7° 04′ 33″ est | | 4    |
| Banc-reposoir         | Gœrsdorf                   | RD 27                           |                                                               | 48° 58′ 02″ nord, 7° 45′ 46″ est | | 4    |
| Banc du roi de Rome   | Gœrsdorf                   | RD 28                           | Inscrit MH (1983) Notice no PA00084718                        | 48° 56′ 22″ nord, 7° 45′ 42″ est | | 5    |
| Banc de l'Impératrice | Gries                      | RD 48                           |                                                               | 48° 46′ 03″ nord, 7° 48′ 59″ est | | 4    |
| Banc de l'Impératrice | Gries                      | RD 48                           |                                                               | 48° 45′ 48″ nord, 7° 49′ 00″ est | | 4    |
| Banc de l'Impératrice | Gundershoffen              | RD 250                          |                                                               | 48° 53′ 42″ nord, 7° 41′ 18″ est | | 4    |
| Banc de l'Impératrice | Harskirchen                | RD 23                           | Inscrit MH (1988) Notice no PA00084743                        | 48° 56′ 11″ nord, 7° 01′ 28″ est | | 4    |
| Banc-reposoir         | Hattmatt                   | RD 6                            |                                                               | 48° 47′ 48″ nord, 7° 25′ 53″ est | | 6    |
| Banc de l'Impératrice | Hegeney                    | RD 27                           |                                                               | 48° 53′ 18″ nord, 7° 44′ 54″ est | | 4    |
| Banc de l'Impératrice | Herbsheim                  | RD 82                           |                                                               | 48° 20′ 47″ nord, 7° 36′ 59″ est | | 4    |
| Banc de l'Impératrice | Hilsenheim                 | RD 210                          |                                                               | 48° 17′ 51″ nord, 7° 32′ 56″ est | | 4    |
| Banc de l'Impératrice | Hilsenheim                 | RD 212                          |                                                               | 48° 18′ 17″ nord, 7° 35′ 03″ est | | 4    |
| Banc de l'Impératrice | Hilsenheim                 | RD 682                          |                                                               | 48° 17′ 42″ nord, 7° 34′ 35″ est | | 4    |
| Banc de l'Impératrice | Hilsenheim                 | RD                              |                                                               | 48° 16′ 34″ nord, 7° 34′ 34″ est | | 4    |
| Banc de l'Impératrice | Hochstett                  | RD 419                          |                                                               | 48° 46′ 36″ nord, 7° 40′ 56″ est | | 4    |
| Banc-reposoir         | Hohatzenheim               |                                 |                                                               |                                  | |      |
| Banc de l'Impératrice | Hohfrankenheim             | RD 70 vers Duntzenheim          |                                                               | 48° 43′ 29″ nord, 7° 34′ 00″ est | | 4    |
| Banc du roi de Rome   | Hunspach                   | Fort Schoenenbourg              |                                                               | 48° 58′ 00″ nord, 7° 54′ 39″ est | | 5    |
| Banc de l'Impératrice | Hunspach                   | RD 76                           |                                                               | 48° 56′ 53″ nord, 7° 56′ 40″ est | | 4    |
| Banc de l'Impératrice | Huttenheim                 | RD 212                          |                                                               | 48° 20′ 03″ nord, 7° 35′ 45″ est | | 4    |
| Banc de l'Impératrice | Ingenheim                  | RD 67                           |                                                               | 48° 43′ 34″ nord, 7° 31′ 50″ est | | 4    |
| Banc de l'Impératrice | Ingwiller                  | RD 919                          |                                                               | 48° 53′ 20″ nord, 7° 27′ 38″ est | | 4    |
| Banc de l'Impératrice | Itterswiller               | RD 35                           |                                                               | 48° 21′ 56″ nord, 7° 25′ 33″ est | | 4    |
| Banc-reposoir         | Kilstett                   | RD 468                          |                                                               | 48° 40′ 34″ nord, 7° 50′ 46″ est | | 6    |
| Banc de l'Impératrice | Kindwiller                 | RD 26                           |                                                               | 48° 52′ 05″ nord, 7° 35′ 02″ est | | 4    |
| Banc de l'Impératrice | Kintzheim                  | RD 201                          |                                                               | 48° 14′ 49″ nord, 7° 24′ 09″ est | | 4    |
| Banc de l'Impératrice | Kirchheim                  | RD 220                          |                                                               | 48° 36′ 27″ nord, 7° 29′ 29″ est | | 4    |
| Banc de l'Impératrice | Knœrsheim                  | RD 68                           | Inscrit MH (1988) Notice no PA00084759                        | 48° 40′ 42″ nord, 7° 28′ 10″ est | | 4    |
| Banc de l'Impératrice | Knœrsheim                  | RD 68, RD 112                   | Inscrit MH (1988) Notice no PA00084760                        | 48° 40′ 48″ nord, 7° 27′ 06″ est | | 4    |
| Banc de l'Impératrice | Kogenheim                  | RD 203                          | Notice no IA00023626                                          | 48° 20′ 42″ nord, 7° 30′ 45″ est | | 4    |
| Banc de l'Impératrice | Kogenheim                  | Route d'Epfig                   |                                                               | 48° 20′ 20″ nord, 7° 31′ 49″ est | | 4    |
| Banc-reposoir         | Krautergersheim            | RD 215                          |                                                               | 48° 28′ 10″ nord, 7° 33′ 37″ est | Photo d'un banc-reposoir en gré des Vosges, le banc est composé de cinq pierres, deux sur les coté servant de soutient dépassant les positions assises, une troisième servant de soutient aux deux dernières horizontales formant l'assise. | 6    |
| Banc du roi de Rome   | Kutzenhausen               | RD 28                           | Inscrit MH (1982) Notice no PA00084767                        | 48° 56′ 07″ nord, 7° 50′ 26″ est | | 4    |
| Banc de l'Impératrice | Lauterbourg                | RD 248                          |                                                               | 48° 57′ 34″ nord, 8° 10′ 57″ est | | 4    |
| Banc de l'Impératrice | Lauterbourg                | Port du Rhin                    |                                                               | 48° 57′ 29″ nord, 8° 11′ 41″ est | | 4    |
| Banc du roi de Rome   | Lembach                    | RD 3                            |                                                               | 49° 00′ 24″ nord, 7° 49′ 11″ est | | 5    |
| Banc de l'Impératrice | Lembach                    | RD 3                            |                                                               | 49° 01′ 44″ nord, 7° 44′ 16″ est | | 5    |
| Banc-reposoir         | Lembach                    | RD 27                           |                                                               | 48° 59′ 31″ nord, 7° 46′ 55″ est | |      |
| Banc-reposoir         | Lembach                    | RD 3, Route de Bitche           |                                                               | 49° 00′ 17″ nord, 7° 47′ 25″ est | | 6    |
| Banc-reposoir         | Lingolsheim                |                                 |                                                               |                                  | |      |
| Banc de l'Impératrice | Lobsann                    | RD 51                           |                                                               | 48° 58′ 12″ nord, 7° 50′ 03″ est | | 4    |
| Banc de l'Impératrice | Lobsann                    | Bergstrasse, Marienbronn        |                                                               | 48° 58′ 21″ nord, 7° 49′ 25″ est | | 4    |
| Banc de l'Impératrice | Lochwiller                 | RD 68, RD 668                   | Inscrit MH (1988) Notice no PA00084777                        | 48° 41′ 37″ nord, 7° 23′ 47″ est | | 4    |
| Banc de l'Impératrice | Lupstein                   | RD 231                          | Inscrit MH (1988) Notice no PA00084780                        | 48° 44′ 41″ nord, 7° 28′ 12″ est | | 4    |
| Banc-reposoir         | Marmoutier                 | RD 218                          |                                                               | 48° 42′ 36″ nord, 7° 21′ 50″ est | | 3    |
| Banc de l'Impératrice | Marmoutier                 | RD 218                          | Inscrit MH (1988) Notice no PA00084784                        | 48° 42′ 01″ nord, 7° 21′ 30″ est | | 4    |
| Banc-reposoir         | Marmoutier                 | RD 218                          |                                                               | 48° 41′ 39″ nord, 7° 20′ 48″ est | | 4    |
| Banc-reposoir         | Meistratzheim              | RD 215                          |                                                               | 48° 27′ 12″ nord, 7° 32′ 55″ est | Photo du banc-reposoir en gré des Vosges, disposant de deux traverses superposées l'enssemble est parait recent, indiquant qu'il a sans doute été réstauré.                                                                                 | 4    |
| Banc-reposoir         | Meistratzheim              | RD 215                          |                                                               | 48° 26′ 17″ nord, 7° 32′ 43″ est | Photo d'un banc-reposoir en gré des Vosges disposant de deux traverses superposées, situé dans la forêt, l'ensemble parait relativement récent et à dont sans doute été réstauré.                                                           | 4    |
| Banc de l'Impératrice | Mittelbergheim             | D 425 – RD D 62                 |                                                               | 48° 23′ 33″ nord, 7° 26′ 59″ est | | 4    |
| Banc-reposoir         | Mittelbergheim             | RD 62, RD 425                   | Notice no IA00119843                                          | 48° 23′ 32″ nord, 7° 26′ 54″ est | | 6    |
| Banc de l'Impératrice | Mittelhausen               | RD 32                           |                                                               | 48° 42′ 00″ nord, 7° 38′ 05″ est | | 4    |
| Banc-reposoir         | Molsheim                   | RD 30                           |                                                               | 48° 32′ 55″ nord, 7° 29′ 34″ est | | 6    |
| Banc de l'Impératrice | Morsbronn-les-Bains        | RD 250                          | Inscrit MH (1982) Notice no PA00084808                        | 48° 54′ 34″ nord, 7° 44′ 06″ est | | 4    |
| Banc du roi de Rome   | Munchhausen                | RD 248                          |                                                               | 48° 55′ 33″ nord, 8° 08′ 41″ est | | 4    |
| Banc de l'Impératrice | Munchhausen                | Rue du Rhin, RD 80              |                                                               | 48° 55′ 09″ nord, 8° 09′ 29″ est | | 4    |
| Banc de l'Impératrice | Muttersholtz               | Rathsamhausen-le-Bas - RD 21    |                                                               | 48° 15′ 59″ nord, 7° 30′ 23″ est | | 4    |
| Banc de l'Impératrice | Muttersholtz               | RD 605                          |                                                               | 48° 15′ 23″ nord, 7° 31′ 40″ est | | 4    |
| Banc de l'Impératrice | Niederlauterbach           | RD 244                          |                                                               | 48° 58′ 30″ nord, 8° 07′ 48″ est | | 4    |
| Banc de l'Impératrice | Niedermodern               | RD 110                          | Inscrit MH (1988) Notice no PA00084832 · Notice no IA67010002 | 48° 50′ 08″ nord, 7° 38′ 19″ est | | 4    |
| Banc de l'Impératrice | Niedermodern               | RD 919                          |                                                               | 48° 50′ 37″ nord, 7° 39′ 13″ est | | 4    |
| Banc de l'Impératrice | Nordheim                   | RD 220                          |                                                               | 48° 38′ 10″ nord, 7° 31′ 00″ est | | 4    |
| Banc de l'Impératrice | Nordhouse                  | RD 468                          |                                                               | 48° 26′ 27″ nord, 7° 42′ 29″ est | | 4    |
| Banc du roi de Rome   | Nordhouse                  | RD 888 / RD 1083                | Inscrit MH (1982) Notice no PA00084835 · Notice no IA00023381 | 48° 26′ 53″ nord, 7° 39′ 21″ est | | 1    |
| Banc-reposoir         | Nothalten                  | RD 35                           |                                                               | 48° 21′ 30″ nord, 7° 25′ 33″ est | | 4    |
| Banc du roi de Rome   | Oberhaslach                | Rue de Nideck, D 218            | Notice no IA67011363                                          | 48° 33′ 32″ nord, 7° 18′ 34″ est | | 6    |
| Banc du roi de Rome   | Oberhaslach                | Rue de Nideck, D 218            | Notice no IA67011362                                          | 48° 33′ 56″ nord, 7° 18′ 09″ est | | 6    |
| Banc-reposoir         | Oberhaslach                | RD 218                          |                                                               | 48° 33′ 05″ nord, 7° 19′ 18″ est | | 6    |
| Banc de l'Impératrice | Obernai                    | RD 35                           | Notice no IA00024030                                          | 48° 28′ 00″ nord, 7° 26′ 00″ est | | 6    |
| Banc de l'Impératrice | Olwisheim                  | RD 60                           |                                                               | 48° 42′ 01″ nord, 7° 41′ 13″ est | | 4    |
| Banc de l'Impératrice | Olwisheim                  | RD 60                           |                                                               | 48° 41′ 18″ nord, 7° 39′ 56″ est | | 4    |
| Banc-reposoir         | Orschwiller                | RD 201                          |                                                               | 48° 14′ 33″ nord, 7° 23′ 45″ est | | 6    |
| Banc du roi de Rome   | Ottwiller                  | RD 913, RD 9                    | Classé MH (1991) Notice no PA00084887                         | 48° 52′ 11″ nord, 7° 14′ 32″ est | | 3    |
| Banc de l'Impératrice | Petersbach                 | RD 9                            |                                                               | 48° 52′ 00″ nord, 7° 16′ 48″ est | | 4    |
| Banc du roi de Rome   | La Petite-Pierre           | RD 9                            | Inscrit MH (1988) Notice no PA00084888                        | 48° 51′ 50″ nord, 7° 19′ 03″ est | | 3    |
| Banc-reposoir         | Quatzenheim                |                                 |                                                               |                                  | |      |
| Banc-reposoir         | Reichshoffen               | RD 53                           |                                                               | 48° 56′ 54″ nord, 7° 40′ 21″ est | | 4    |
| Banc-reposoir         | Reichshoffen               | RD 53                           |                                                               | 48° 57′ 12″ nord, 7° 41′ 02″ est | | 4    |
| Banc du roi de Rome   | Ribeauvillé                | Route de Sainte-Marie-aux-Mines | Notice no IA68006918                                          | 48° 11′ 50″ nord, 7° 18′ 40″ est | | 7    |
| Banc de l'Impératrice | Riquewihr                  | Place Fernand-Zeyer             | Notice no IA68000788                                          | 48° 09′ 59″ nord, 7° 17′ 59″ est | | 7    |
| Banc du roi de Rome   | Rœschwoog                  | RD 468                          | Inscrit MH (1984) Notice no PA00084904                        | 48° 49′ 19″ nord, 8° 01′ 34″ est | | 4    |
| Banc du roi de Rome   | Rœschwoog                  | RD 468                          | Inscrit MH (1984) Notice no PA00084905                        | 48° 50′ 03″ nord, 8° 02′ 43″ est | | 4    |
| Banc du roi de Rome   | Roppenheim                 | ancienne RD 63                  |                                                               |                                  | | 4    |
| Banc du roi de Rome   | Rothbach                   | RD 28                           |                                                               | 48° 54′ 02″ nord, 7° 31′ 07″ est | | 5    |
| Banc de l'Impératrice | Rumersheim                 | RD 61                           |                                                               | 48° 41′ 22″ nord, 7° 38′ 34″ est | | 4    |
| Banc-reposoir         | Rumersheim                 | Rue de village, RD 30           |                                                               | 48° 41′ 31″ nord, 7° 38′ 03″ est | | 6    |
| Banc de l'Impératrice | Saessolsheim               | RD 230, Route de Saverne        |                                                               | 48° 42′ 40″ nord, 7° 31′ 00″ est | | 4    |
| Banc-reposoir         | Saint-Hippolyte            | Route de Vin                    |                                                               | 48° 13′ 52″ nord, 7° 22′ 20″ est | | 7    |
| Banc-reposoir         | Saint-Hippolyte            | RD 1B2                          |                                                               | 48° 14′ 01″ nord, 7° 21′ 45″ est | | 7    |
| Banc de l'Impératrice | Saint-Pierre               | RD 98                           |                                                               | 48° 22′ 55″ nord, 7° 27′ 20″ est | | 4    |
| Banc-reposoir         | Saint-Pierre-Bois          | RD 253                          |                                                               | 48° 20′ 25″ nord, 7° 22′ 47″ est | | 6    |
| Banc de l'Impératrice | Salenthal                  | RD 229                          | Inscrit MH (1988) Notice no PA00084926                        | 48° 39′ 49″ nord, 7° 21′ 10″ est | | 4    |
| Banc de l'Impératrice | Sand                       | RD 124                          |                                                               | 48° 22′ 02″ nord, 7° 38′ 37″ est | | 4    |
| Banc de l'Impératrice | Sand                       | RD 206                          |                                                               | 48° 23′ 22″ nord, 7° 35′ 25″ est | | 4    |
| Banc-reposoir         | Sarre-Union                | RD 8                            |                                                               | 48° 56′ 36″ nord, 7° 06′ 32″ est | | 4    |
| Banc-reposoir         | Sarre-Union                | RD 92                           |                                                               | 48° 56′ 08″ nord, 7° 06′ 08″ est | | 4    |
| Banc de l'Impératrice | Sarrewerden                | RD 96, RD 696                   | Inscrit MH (1988) Notice no PA00084944                        | 48° 55′ 29″ nord, 7° 04′ 08″ est | | 4    |
| Banc de l'Impératrice | Scherwiller                | RD 81                           |                                                               | 48° 17′ 45″ nord, 7° 27′ 05″ est | | 4    |
| Banc de l'Impératrice | Scherwiller                | RD 35                           |                                                               | 48° 17′ 33″ nord, 7° 25′ 28″ est | | 4    |
| Banc de l'Impératrice | Schillersdorf              | RD 105                          | Inscrit MH (1988) Notice no PA00084975 · Notice no IA67010245 | 48° 52′ 26″ nord, 7° 30′ 57″ est | | 4    |
| Banc-reposoir         | Seebach                    | RD 249                          |                                                               | 48° 57′ 59″ nord, 7° 58′ 09″ est | | 4    |
| Banc du roi de Rome   | Sélestat                   | RD 21                           | Inscrit MH (1982) Notice no PA00084977                        | 48° 15′ 49″ nord, 7° 29′ 08″ est | | 3    |
| Banc-reposoir         | Sélestat                   | RD 159                          |                                                               | 48° 15′ 03″ nord, 7° 27′ 30″ est | | 6    |
| Banc de l'Impératrice | Sessenheim                 | Rue de l'Église, RD 737         |                                                               | 48° 47′ 59″ nord, 7° 59′ 10″ est | | 4    |
| Banc de l'Impératrice | Soufflenheim               | RD 37                           |                                                               | 48° 49′ 17″ nord, 7° 56′ 59″ est | | 5    |
| Banc-reposoir         | Soultz-sous-Forêts         | RD 51                           |                                                               | 48° 58′ 49″ nord, 7° 50′ 22″ est | | 4    |
| Banc-reposoir         | Still                      | RD 54                           |                                                               | 48° 33′ 55″ nord, 7° 24′ 03″ est | | 4    |
| Banc de l'Impératrice | Stotzheim                  | RD 5, ancien route              |                                                               | 48° 22′ 39″ nord, 7° 28′ 56″ est | | 4    |
| Banc de l'Impératrice | Struth                     | RD 78                           | Inscrit MH (1988) Notice no PA00085197                        | 48° 53′ 53″ nord, 7° 15′ 07″ est | | 4    |
| Banc de l'Impératrice | Stutzheim-Offenheim        | Rue de la Mairie                |                                                               | 48° 37′ 42″ nord, 7° 37′ 30″ est | | 4    |
| Banc de l'Impératrice | Sundhouse                  | RD 21                           |                                                               | 48° 14′ 49″ nord, 7° 37′ 09″ est | | 4    |
| Banc de l'Impératrice | Sundhouse                  | RD 21 - RD 705                  |                                                               | 48° 15′ 12″ nord, 7° 35′ 32″ est | | 4    |
| Banc du roi de Rome   | Surbourg                   | RD 250                          |                                                               | 48° 54′ 58″ nord, 7° 49′ 02″ est | | 5    |
| Banc de l'Impératrice | Surbourg                   | RD 264                          |                                                               | 48° 55′ 04″ nord, 7° 51′ 33″ est | | 4    |
| Banc-reposoir         | Trænheim                   | D 225                           |                                                               | 48° 35′ 40″ nord, 7° 28′ 10″ est | | 4    |
| Banc de l'Impératrice | Uhrwiller                  | RD 26                           |                                                               | 48° 52′ 05″ nord, 7° 35′ 02″ est | | 4    |
| Banc de l'Impératrice | Uhrwiller                  | RD 326                          |                                                               | 48° 51′ 50″ nord, 7° 33′ 58″ est | | 4    |
| Banc de l'Impératrice | Urbeis                     | RD 39                           |                                                               | 48° 19′ 49″ nord, 7° 12′ 20″ est | | 4    |
| Banc-reposoir         | Uttenheim                  |                                 |                                                               |                                  | |      |
| Banc de l'Impératrice | Uttwiller                  | RD 234                          | Inscrit MH (1988) Notice no PA00085204 · Notice no IA67010262 | 48° 51′ 03″ nord, 7° 30′ 03″ est | | 4    |
| Banc de l'Impératrice | Valff                      | RD 206, Rue Principale          |                                                               | 48° 25′ 20″ nord, 7° 30′ 51″ est | | 4    |
| Banc de l'Impératrice | Valff                      | RD 215                          |                                                               | 48° 25′ 18″ nord, 7° 31′ 51″ est | | 4    |
| Banc de l'Impératrice | Valff                      | RD 215                          |                                                               | 48° 25′ 07″ nord, 7° 30′ 56″ est | | 4    |
| Banc de l'Impératrice | Vendenheim                 | RD 64                           |                                                               | 48° 39′ 40″ nord, 7° 44′ 55″ est | | 4    |
| Banc-reposoir         | Villé                      | RD 39                           |                                                               | 48° 20′ 26″ nord, 7° 17′ 37″ est | | 4    |
| Banc de l'Impératrice | Villé                      | RD 697                          |                                                               | 48° 20′ 16″ nord, 7° 18′ 44″ est | | 4    |
| Banc-reposoir         | Vœllerdingen               | RD 237                          |                                                               | 48° 57′ 56″ nord, 7° 06′ 09″ est | | 4    |
| Banc de l'Impératrice | Wasselonne                 | RD 112                          |                                                               | 48° 38′ 59″ nord, 7° 26′ 41″ est | | 5    |
| Banc de l'Impératrice | Weiterswiller              | RD 56                           |                                                               | 48° 51′ 42″ nord, 7° 25′ 08″ est | | 4    |
| Banc de l'Impératrice | Westhoffen                 | Rue de la Liberté               |                                                               | 48° 36′ 12″ nord, 7° 26′ 36″ est | | 4    |
| Banc-reposoir         | Westhoffen                 | RD 75, Rue Birris               |                                                               | 48° 36′ 14″ nord, 7° 26′ 40″ est | | 6    |
| Banc de l'Impératrice | Westhouse                  | RD 206                          |                                                               | 48° 24′ 13″ nord, 7° 33′ 51″ est | | 4    |
| Banc de l'Impératrice | Westhouse                  | RD 213                          |                                                               | 48° 23′ 39″ nord, 7° 34′ 50″ est | | 4    |
| Banc de l'Impératrice | Westhouse-Marmoutier       | RD 68                           | Inscrit MH (1988) Notice no PA00085233                        | 48° 40′ 57″ nord, 7° 25′ 40″ est | | 4    |
| Banc-reposoir         | Weyer                      | RD 40                           | Inscrit MH (1988) Notice no PA00085234                        | 48° 51′ 41″ nord, 7° 10′ 36″ est | | 4    |
| Banc-reposoir         | Wickersheim-Wilshausen     | RD 59                           |                                                               | 48° 47′ 08″ nord, 7° 30′ 51″ est | | 6    |
| Banc du roi de Rome   | Wissembourg                | RD 3                            |                                                               | 49° 01′ 18″ nord, 7° 51′ 52″ est | | 5    |
| Banc de l'Impératrice | Wissembourg                | RD 246                          |                                                               | 49° 01′ 18″ nord, 7° 56′ 37″ est | | 4    |
| Banc de l'Impératrice | Wissembourg                | RD 334                          |                                                               | 49° 02′ 23″ nord, 7° 55′ 24″ est | | 4    |
| Banc de l'Impératrice | Wissembourg                | RD 334                          |                                                               | 49° 02′ 29″ nord, 7° 54′ 11″ est | | 4    |
| Banc du roi de Rome   | Wissembourg                | Rue Principale                  | Notice no IA67008254                                          | 49° 01′ 42″ nord, 7° 57′ 54″ est | | 6    |
| Banc de l'Impératrice | Witternheim                | RD 682                          |                                                               | 48° 18′ 36″ nord, 7° 36′ 13″ est | | 4    |
| Banc de l'Impératrice | Wittersheim                | RD 227                          |                                                               | 48° 47′ 17″ nord, 7° 39′ 42″ est | | 4    |
| Banc de l'Impératrice | Wittersheim                | RD 227                          |                                                               | 48° 46′ 26″ nord, 7° 39′ 09″ est | | 4    |
| Banc de l'Impératrice | Wittisheim                 | RD 21                           |                                                               | 48° 15′ 55″ nord, 7° 34′ 21″ est | | 4    |
| Banc du roi de Rome   | Wiwersheim                 | ancienne CD 41                  |                                                               | 48° 38′ 24″ nord, 7° 36′ 28″ est | | 2    |
| Banc de l'Impératrice | Wœrth                      | RD 27                           | Inscrit MH (1982) Notice no PA00085264                        | 48° 57′ 10″ nord, 7° 44′ 40″ est | | 4    |
| Banc de l'Impératrice | Wolfskirchen               | RD 55, RD 655                   | Inscrit MH (1988) Notice no PA00085266                        | 48° 52′ 28″ nord, 7° 05′ 40″ est | | 5    |
| Banc de l'Impératrice | Zellwiller                 | RD 215                          |                                                               | 48° 24′ 18″ nord, 7° 30′ 15″ est | | 4    |
| Banc de l'Impératrice | Zellwiller                 | RD 215                          |                                                               | 48° 23′ 36″ nord, 7° 29′ 30″ est | | 4    |
| Banc de l'Impératrice | secteur Barr               |                                 | Notice no IA00119838                                          |                                  | |      |
| Banc de l'Impératrice | secteur Benfeld            |                                 | Notice no IA00023495                                          |                                  | |      |
| Banc de l'Impératrice | secteur Erstein            |                                 | Notice no IA00023492                                          |                                  | |      |
| Banc de l'Impératrice | secteur Obernai            |                                 | Notice no IA00023764                                          |                                  | |      |
| Banc reposoir         | secteur Soultz-sous-Forêts |                                 | Notice no IA00121227                                          |                                  | |      |

Les différents types sont :
- 1 : banc curviligne à une dalle-siège avec dossier ;
- 2 : banc semi-circulaire à une dalle siège et montants à petit chapiteau de type classique ;
- 3 : banc à un linteau-siège et montants à chapiteau ;
- 4 : banc à double linteau et montants à chapiteau ;
- 5 : banc à double linteau et montants à la base élargie ;
- 6 : banc à un linteau-siège aux extrémités arrondies ;
- 7 : banc à un linteau supérieur et la dalle-siège extérieure.